# Bathylaimus hamatus
Bathylaimus hamatus is een rondwormensoort uit de familie van de Tripyloididae. De wetenschappelijke naam van de soort is voor het eerst geldig gepubliceerd in 1968 door Hopper.